# Heeres-Flakartillerie-Brigaden (Wehrmacht)
Die Heeres-Flakartillerie-Brigaden waren deutsche Flakartillerie-Brigaden im Zweiten Weltkrieg. Insgesamt wurden kurz vor Kriegsende zehn von ihnen aufgestellt.
Alle Brigaden wurden am 15. Januar 1945 aufgestellt und bestanden aus folgender Gliederung:
- I. Abteilung mit fünf Kompanien
- II. Abteilung mit fünf Kompanien

## Heeres-Flakartillerie-Brigade 501
Die Brigade wurde am 15. Januar 1945 im Wehrkreis IX aus den Infanterie-Flak-Bataillonen 821 (Wehrkreis I) und 824 (Wehrkreis VIII) neu aufgestellt. Als Heerestruppenteil verwendet, kam sie zum Oberbefehlshaber West in die Eifel.

## Heeres-Flakartillerie-Brigade 502
Die Brigade wurde am 15. Januar 1945 im Wehrkreis IX aus den Infanterie-Flak-Bataillonen 822 (Wehrkreis XIII) und 823 (Wehrkreis X) neu aufgestellt. Als Heerestruppenteil verwendet, kam sie zur 7. Armee in die Eifel.

## Heeres-Flakartillerie-Brigade 503
Die Brigade wurde am 15. Januar 1945 im Wehrkreis IX aus den Infanterie-Flak-Bataillonen 825 (Wehrkreis IX) und 826 (Wehrkreis XVIII) neu aufgestellt. Als Heerestruppenteil verwendet, kam sie zur Heeresgruppe B in die Eifel.

## Heeres-Flakartillerie-Brigade 504
Die Aufstellung der Brigade wurde am 15. Januar 1945 im Wehrkreis II aus den Infanterie-Flak-Bataillonen 832 (Wehrkreis VIII) und 833 (Wehrkreis I) begonnen. Die Brigade kam nicht zur vollständigen Aufstellung und war zuletzt als Stab in Göttingen. Die II. Abteilung verblieb am Aufstellungsort Heiligenbeil und die I. Abteilung kam zur Heeresgruppe Mitte in den Raum Cottbus.

## Heeres-Flakartillerie-Brigade 505
Die Brigade wurde am 15. Januar 1945 im Wehrkreis IX aus den Infanterie-Flak-Bataillon 834 (Wehrkreis IX) und einem weiteren Bataillon neu aufgestellt. Die Brigade kam nicht zum Einsatz. Der Stab und die I. Abteilung waren anfangs in Gotha und die I. kam dann nach Würzburg.

## Heeres-Flakartillerie-Brigade 506
Die Brigade wurde am 15. Januar 1945 im Wehrkreis X aus den Infanterie-Flak-Bataillonen 835 (Wehrkreis X) und 836 (Wehrkreis XIII) neu aufgestellt. Die Brigade kam nicht zum Einsatz. Der Stab und die II. Abteilung waren in Dänemark bei Kolding. Die I. stand in Delmenhorst und war zuletzt bei der 1. Fallschirm-Armee.

## Heeres-Flakartillerie-Brigade 507
Die Brigade wurde am 15. Januar 1945 im Wehrkreis II zur Aufstellung vorgesehen. Die Brigade kam aber nicht zum Einsatz. Der II. Abteilung war kurz vor Kriegsende in Göttingen.

## Heeres-Flakartillerie-Brigade 508
Die Brigade wurde am 15. Januar 1945 in Jüterbog im Wehrkreis III vollständig neu aufgestellt. Die Einheit wurde im April in Thüringen und Sachsen als Teil der 7. Armee eingesetzt.

## Heeres-Flakartillerie-Brigade 509
Die Brigade wurde am 15. Januar 1945 im Wehrkreis X zur Aufstellung in Dänemark bei Kolding vorgesehen. Die Brigade kam aber nicht zum Einsatz.

## Heeres-Flakartillerie-Brigade 510
Die Brigade wurde am 15. Januar 1945 im Wehrkreis XVII zur Aufstellung in Ried vorgesehen. Die Brigade kam aber nicht zum Einsatz.